# 清溪镇 (韶山市)
清溪镇，是中华人民共和国湖南省湘潭市韶山市下辖的一个乡镇级行政单位。2015年11月16日，清溪镇、如意镇、永义乡成建制合并设立清溪镇。

## 行政区划
清溪镇下辖以下地区：
韶山火车站社区、竹鸡社区、韶山冲社区和清溪村、石忠村、石山村、花园村、朝阳村。。